# Chiune Sugihara
Chiune Sugihara (杉原 千畝?, Sugihara Chiune; Kozuchi, 1º gennaio 1900 – Kamakura, 31 luglio 1986) è stato un diplomatico giapponese che ha servito come viceconsole per l'Impero giapponese in Lituania.
Durante la Seconda guerra mondiale aiutò circa 6.000 profughi, la maggior parte ebrei, a lasciare il paese, distribuendo visti di transito per poter viaggiare in Giappone, rischiando così la sua carriera e la vita della sua famiglia. Gli ebrei in fuga erano rifugiati provenienti dalla Polonia occidentale, occupata dalla Germania, o dalla Polonia orientale, occupata dall'Unione Sovietica, e residenti della Lituania. Per le sue azioni, nel 1985 Yad Vashem lo nominò Giusto tra le Nazioni, unico giapponese ad esserne onorato.
Sugihara disse ai rifugiati di chiamarlo Sempo, la lettura sino-giapponese dei caratteri del suo nome, poiché per loro era più facile da pronunciare. In seguito, fu anche chiamato Schindler giapponese.

## Biografia

### L'infanzia
Chiune Sugihara nacque il 1º gennaio 1900 a Kozuchi, oggi Mino, area nella prefettura di Gifu, da padre borghese, Yoshimi Sugihara (杉原好水?, Sugihara Yoshimi), e madre di classe medio alta, Yatsu Sugihara (杉原やつ?, Sugihara Yatsu). Era il secondo di cinque figli.
Dopo essere uscito con il massimo dei voti dalla scuola elementare ordinaria Kowatari nel 1912, si iscrisse alla scuola media di vecchio sistema di 5 gradi della prefettura di Aichi.
Il padre, recatosi per lavoro a Keijō, in Corea, voleva che Chiune, una volta diplomato, diventasse dottore e frequentasse la Keijō Medical School (attuale Università Nazionale di Seul). Tuttavia, Chiune non voleva diventare medico: così fallì volontariamente l'esame d'ingresso. Avendo studiato inglese e avendo intenzione di diventare professore, si iscrisse ad aprile 1918 al corso preparatorio in lingua inglese dell'Università di Waseda.
Poiché frequentava una scuola non approvata dal padre, non ricevette più soldi, trovandosi subito in problemi finanziari. Per questo motivo iniziò a lavorare part-time, non riuscendo tuttavia a coprire né le spese scolastiche né le spese quotidiane.
Un giorno, Chiune scoprì l'esistenza di esami per studiare all'estero, indetti dal Ministero degli affari esteri, grazie all'avviso di un giornale che vide per caso in biblioteca. Si rinchiuse nella biblioteca dell'università e, dopo aver studiato intensivamente attraverso la consultazione approfondita di varie riviste di pubblicazione americana, partendo dal The Times e il Daily Mail, superò l'esame portando casi difficili come l'esposizione riguardante Nisshi ryōgoku no shōrai (日支両国の将来?  lett. "Il futuro della Cina e del Giappone").

### L'istituto di Harbin e il Ministero degli affari esteri manciuriano

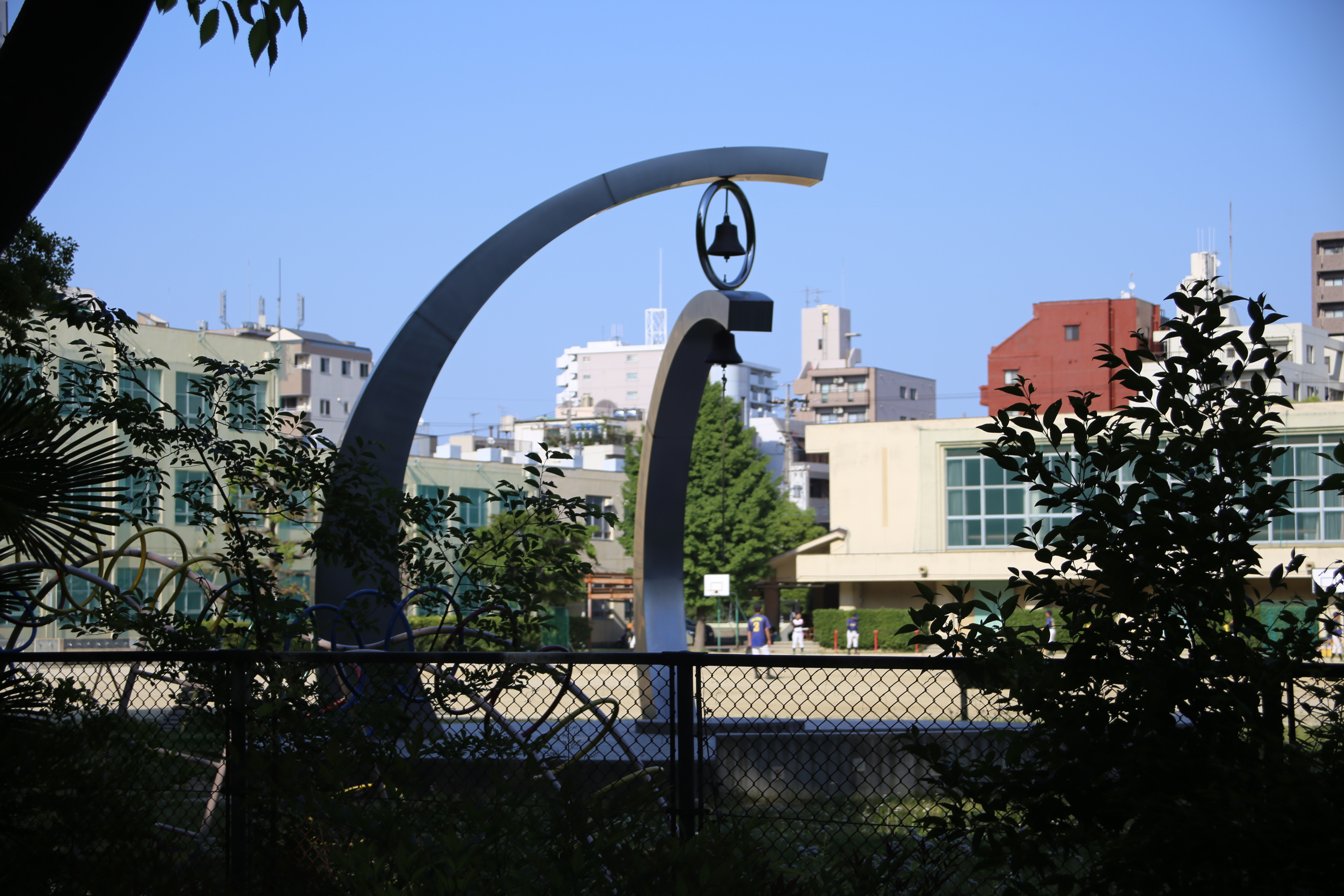
"Chiune Chime", costruita in onore di Sugihara alla scuola elementare Heiwa di Nagoya

Nell'ottobre del 1919, entrò alla scuola di associazione russo-giapponese (In seguito: Istituto di Harbin). Dopo aver abbandonato gli studi all'università di Waseda a novembre, fu inviato a Harbin, come studente a spese del Ministero degli affari esteri, dove imparò il russo. Si dice che a quel tempo Chiune si fosse imposto un addestramento speciale per impararlo. Da dicembre 1920 fino a marzo 1922, si arruolò, come soldato volontario, nel 79º reggimento di fanteria dell'esercito di stanza in Corea. Arrivò fino al grado di sottotenente.
A marzo 1923 finì gli studi alla scuola di associazione russo-giapponese. Era molto esperto di russo e, nell'esame per diventare delegato consolare di Manzhouli, ottenne complessivamente 90/100 per la lingua. Come maestro, Chiune si prese l'incarico dei corsi incentrati su grammatica, conversazione e comprensione in lingua russa e sulla situazione politica ed economica della Russia. Shirō Satō, alunno di Chiune, testimonia che fosse uno dei professori giapponesi più esperti in lingua russa. Nel 1924 fu assunto come diplomatico al Ministero degli affari esteri giapponese e, a febbraio, fu mandato a Manzhouli.
Chiune si sposò nel 1924 con Klavdija Semënovna Apollonova, una rifugiata bianca. Inoltre fu battezzato come "Pavlo Sergeevič" dalla Chiesa ortodossa russa. Questo battesimo non fu una scelta improvvisa e dovuta al matrimonio, poiché Chiune era già entrato in contatto con il Cristianesimo prima di andare in Manciuria: durante il periodo trascorso all'università di Waseda; infatti fece parte per un breve periodo dell'associazione Shinkō della Waseda Hōshien. Come specificato da Chiune, la sua famiglia non era religiosa.
Nel 1926 scrisse Sobieto renpō kokumin keizai taikan (ソヴィエト聯邦國民經濟大觀? lett. "Sguardo generale sull’economia del popolo della federazione sovietica"), lungo più di 600 pagine. Il libro fu stimato positivamente dal Ministero degli affari esteri: così Chiune si distinse, all'età di 26 anni, come esperto di questioni sovietiche. Dopo essere stato interprete di secondo grado all'ambasciata di Harbin dal 1924, nel 1932 divenne funzionario del Ministero degli esteri manciuriano, su richiesta del console generale Chūichi Ōhashi, suo superiore.
Nel 1933, fu incaricato delle trattative con la Russia per la cessione della ferrovia della Manciuria settentrionale (Chinese Eastern Railway), come capo della sezione russa dell'Ufficio degli affari di Stato al Ministero degli affari esteri manciuriano e capo della sezione del progetto. Dopo aver proposto alla Russia una scrupolosa valutazione della ferrovia e degli edifici ad essa connessi, la somma richiesta inizialmente dalla Russia, che ammontava a 625.000.000 di yen, fu ridotta a 140.000.000. La somma proposta valeva poco più del 10% del bilancio nazionale giapponese di quel tempo e la conclusione dell'accordo sulla vantaggiosa cessione, grazie all'intervento di Sugihara, fu un'importante vittoria diplomatica.
Durante il periodo ad Harbin, Chiune aveva avuto esperienza di casi di omicidio e rapimento di ricchi ebrei e cinesi, come il famoso caso di Simon Kaspé. Dietro questi casi c'era l'organizzazione fascista dei rifugiati bianchi, appoggiati dall'Armata del Kwantung. Kingorō Hashimoto, soldato dell'Armata del Kwantung, ordinò a Sugihara, che si trovava in una situazione finanziaria difficile, di diventare una spia, ma lui rifiutò. Riguardo al rifiuto, l'Armata del Kwantung aveva messo in giro la voce che sua moglie Klavdija fosse una spia dell'Unione Sovietica: questo fu il motivo decisivo del loro divorzio, avvenuto nel 1935. Ufficialmente, il Manciukuò era uno stato indipendente, ma, poiché di fatto era l'Armata del Kwantung a comandare, lavorare come pubblico funzionario e contemporaneamente rifiutare le sue richieste era impossibile.
Dopo il divorzio, Chiune mandò tutti i suoi risparmi ai parenti di Klavdija e così rimase nuovamente al verde, come era già successo ad Harbin. Perciò, con l'aiuto del fratello minore, trovò un alloggio economico a Ikebukuro. Dopo il ritorno in patria, Chiune sposò Yukiko Kikuchi (菊池 幸子?, Kikuchi Yukiko) (1913–2008), sorella minore di un suo conoscente, e ritornò al Ministero degli affari esteri.
Dopo aver elaborato un testo di contestazione in francese per la ex Commissione Lytton, Chiune, che non aveva dubbi sull'avanzamento del Giappone in Cina, da quel momento iniziò a guardare con occhi indifferenti il "militarismo giapponese". Nelle Memorie di Sugihara si possono notare le sue dure parole: «Nel Giappone di quel periodo, i militari ormai si trovavano dappertutto e avevano portato ai massimi livelli l'oppressione. Fin dall'inizio, sono stato critico verso il modo di fare di questi militari e non volevo essere usato da loro, così l'ombra del militarismo giapponese mi ha portato al successivo servizio in Europa». E ancora scrisse: «Ho compreso i segreti di questo paese. Mi son stancato di vedere che i giovani soldati di carriera, con la loro gretta mentalità, compiano azioni e obblighino le persone». Quando Yukiko gli chiese la ragione del suo ritiro dal Ministero degli affari esteri manciuriano, Chiune, che era stato rifiutato sia dall'Unione Sovietica sia dall'Armata del Kwantung, rispose: «I giapponesi trattano crudelmente i cinesi. Non pensano che siano umani anche loro. Inoltre, non riescono a tollerarli».

### In Europa

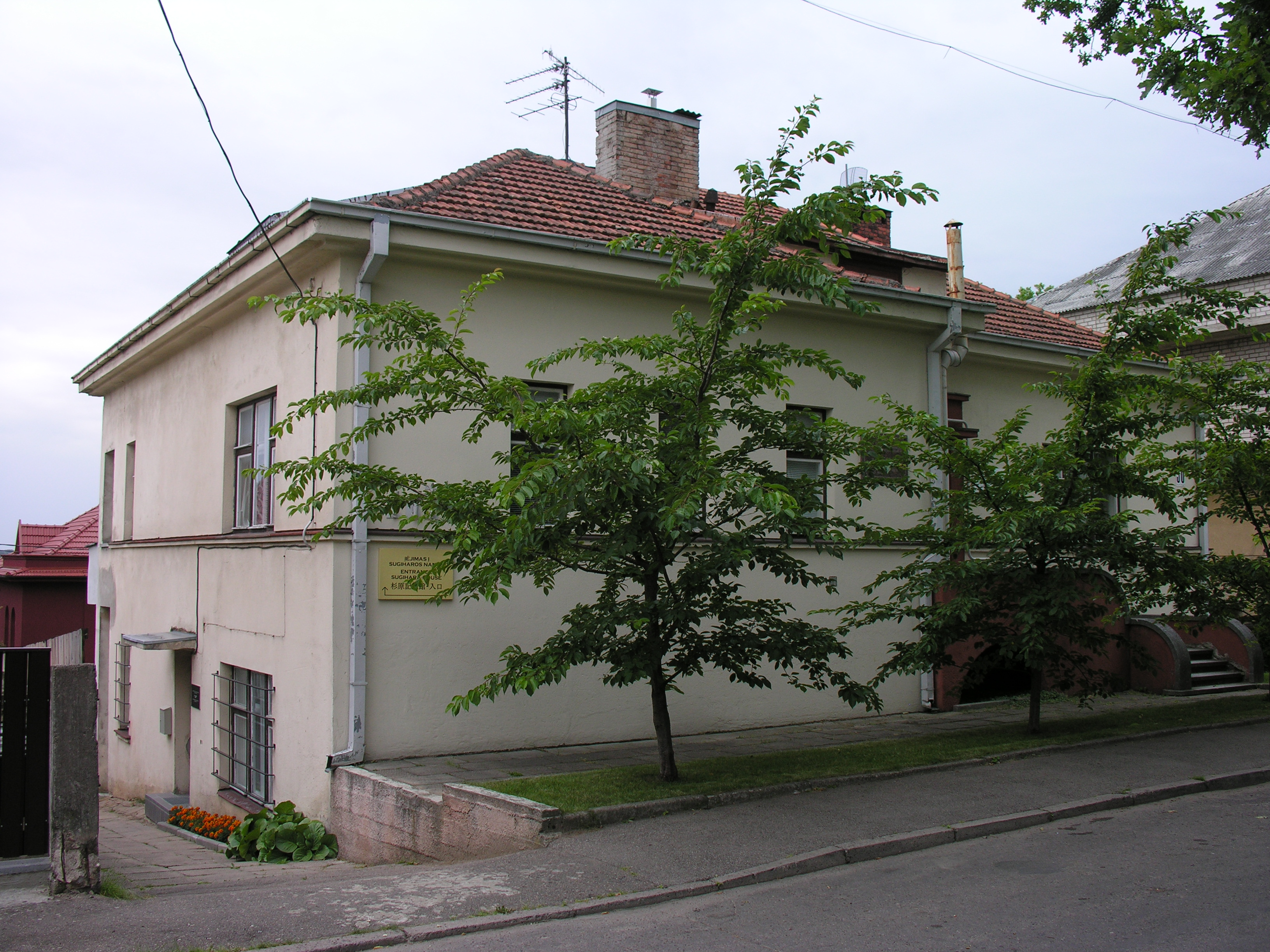
Ex consolato giapponese a Kaunas

Nel 1937 Chiune andò in missione diplomatica a Helsinki, Finlandia.
All'inizio voleva lavorare presso l'ambasciata di Mosca, ma l'Unione Sovietica lo dichiarò persona non grata, a causa delle sue amicizie con i rifugiati bianchi antirivoluzionari, e respinse la sua richiesta.
Il Ministero degli affari esteri giapponese, proseguendo con la protesta nei confronti dell'Unione Sovietica, interrogò Chiune. Nel verbale era stato riassunto l'"avvicinamento di un rifugiato bianco da parte dell'interprete Sugihara", ma Chiune disse che non aveva avuto bisogno di mettersi in contatto coi rifugiati bianchi per raccogliere informazioni.
Dopo che il governo giapponese ebbe convocato l'ambasciatore provvisorio sovietico in Giappone, gli chiese ripetutamente il motivo del respingimento di Sugihara. Fu fatto notare l'intimo collegamento con i rifugiati bianchi, ostili verso l'Unione Sovietica, anche se non esistevano prove concrete.
Dato che l'Unione Sovietica non concesse la possibilità di entrare nel paese, Chiune fu costretto a cambiare la sua destinazione con la vicina Helsinki.
Nel 1939 divenne viceconsole al Consolato giapponese di Kaunas, Lituania, dove si insediò il 28 agosto.
Subito dopo il suo insediamento, il 1º settembre la Germania nazista invase da ovest la Polonia: iniziò la seconda guerra mondiale. Seguendo il patto Molotov-Ribbentrop, il 17 novembre l'Unione Sovietica iniziò l'invasione da est della Polonia.
Il 10 ottobre il governo lituano accettò l'ultimatum russo, con il quale veniva rivendicato il permesso di costruire basi militari e stanziare truppe. Il 15 giugno 1940 le truppe sovietiche occuparono la Lituania, instaurando la Repubblica Socialista Sovietica di Lituania.
Nel 1938, anno in cui Chiune fu inviato in Europa, Akira Yamaji, console generale di Vienna, aveva mostrato preoccupazione per l'aumento del numero di rifugiati, i quali si dirigevano verso l'Estremo Oriente a causa delle persecuzioni degli ebrei da parte della Germania nazista. Spedì allora un telegramma richiedente le direttive nel caso in cui i rifugiati ebrei si fossero diretti in Giappone e il Ministro degli affari esteri Fumimaro Konoe, il 7 ottobre dello stesso anno, inviò ordini confidenziali alle sedi diplomatiche estere. Queste direttive, definite Yudaya hinanmin no nyūkoku ni kansuru ken (猶太避難民ノ入國ニ關スル件? lett. "Il caso riguardante l’ingresso dei rifugiati ebrei") sono di seguito riportate.
(Direttive Yudaya hinanmin no nyūkoku ni kansuru ken, 7 ottobre 1938)
Nelle sopracitate direttive fu scritto esplicitamente che per l'estero si usava "rifugiati", dato che sarebbe stato inevitabile ricevere le critiche dei paesi esteri qualora la discriminazione degli ebrei fosse stata scoperta nel resto del mondo, mentre espressamente si rammentò che non potevano rendere pubblici gli ordini segreti, coi quali si indicava di costringere i rifugiati ebrei a rinunciare al viaggio in Giappone. Il governo giapponese svolse una doppia diplomazia: mentre mostrava all'esterno il piano di protezione degli ebrei nella cosiddetta decisione Goshō kaigi (五相会議? lett. "Riunione in cinque aspetti"), dietro le quinte ordinava la discriminazione degli stessi.

### "I visti della vita"

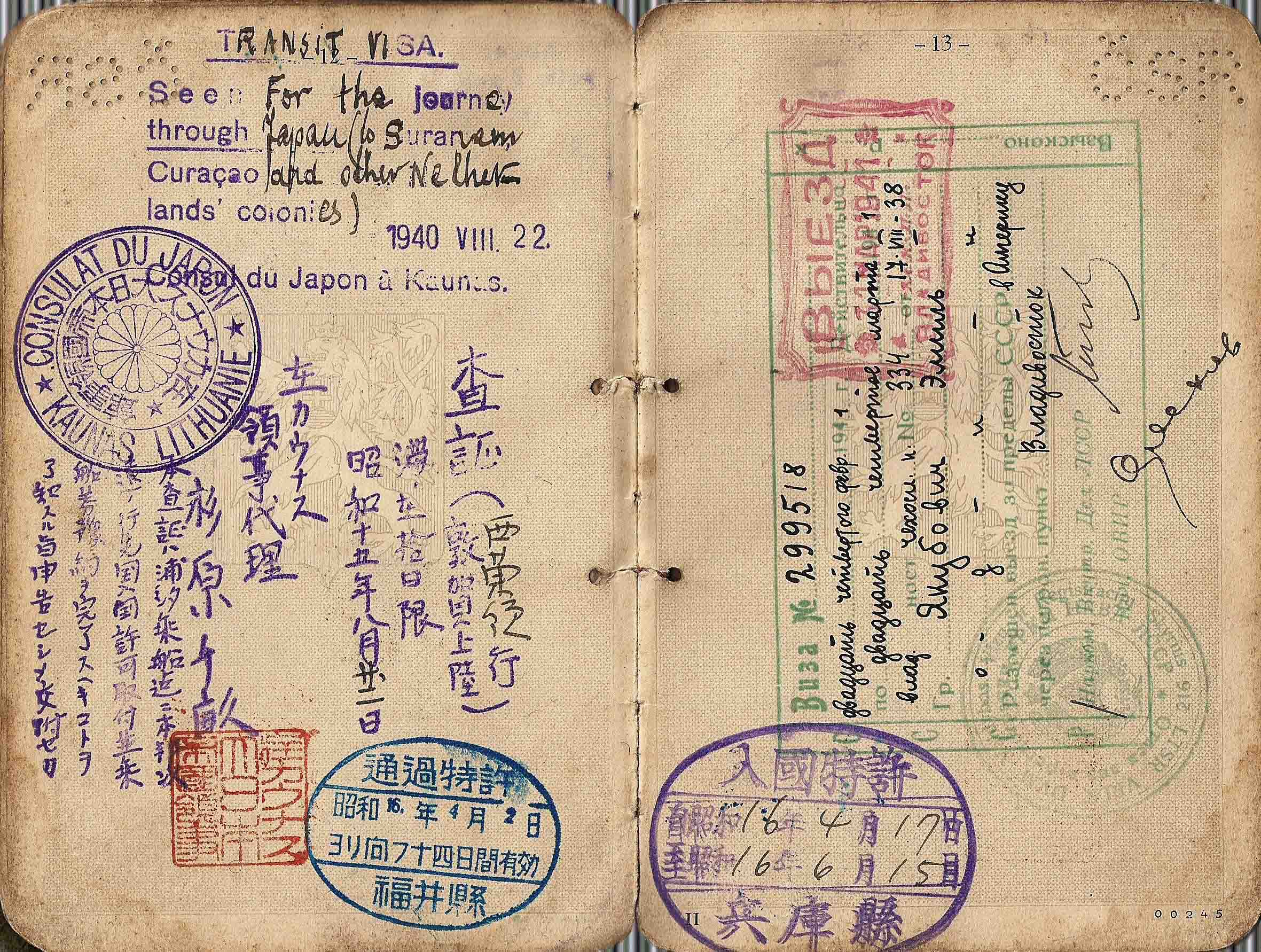
Visto rilasciato nel 1940 dal console Sugihara in Lituania

In Polonia e in Lituania si trovavano scuole di teologia sull'ebraismo, conosciute come Mir e Telshe, dove si riunivano studenti provenienti dal Centro Europa. Tra questi studenti c'erano Nathan Gutwirth e Leo Sternheim, originari dei Paesi Bassi, che divennero apolidi poiché la loro patria si arrese alla Germania.
Gutwirth chiese collaborazione per lasciare il paese a Jan Zwartendijk, il quale su richiesta dell'ambasciatore olandese L. P. J. De Decker, a cui erano stati affidati i Paesi Baltici, si era insediato a maggio 1940 al consolato di Kaunas come console al posto del diplomatico Tillmans, simpatizzante nazista. Zwartendijk, che odiava i nazisti per la loro invasione dei Paesi Bassi, promise di aiutarli nella fuga all'estero. Gutwirth, a fine giugno, consultò Zerach Warhaftig, avvocato laureato all'università di Varsavia e leader dei rifugiati ebrei, su questo problema.
Il console Zwartendijk scrisse in francese: «Tramite questo documento, il console olandese a Kaunas autorizza l'ingresso nel territorio olandese, a partire da Suriname e Curaçao, senza necessità del visto».
I visti scritti da Zwartendijk cambiarono durante il processo di compilazione. Warhaftig, pensando di non poter rifornire tutti i rifugiati, preparò, insieme ad altri, un timbro battuto a macchina, con il sigillo e la firma del console, e portarono questi "falsi visti per Curaçao" alla missione diplomatica giapponese.
Era fuori questione cercare la fuga verso ovest, dove le truppe tedesche davano la caccia agli ebrei. Inoltre, il governo turco decise successivamente di negare la distribuzione dei visti. In questo modo, anche il percorso diretto per la Palestina, attraverso il territorio turco, fu chiuso. Come via di fuga per i rifugiati, era rimasto solamente il percorso verso l'Estremo Oriente, usando la Ferrovia Transiberiana. Sebbene i profughi si precipitassero in massa verso il consolato giapponese di Kaunas, questo era lo scenario.
A luglio 1940 la maggior parte dei profughi ebrei, fuggiti in Lituania dalla Polonia occupata dai tedeschi, pensavano di poter ottenere i visti dalle ambasciate e dai consolati di qualunque paese. Tuttavia, in quel periodo la Lituania era sotto l'occupazione delle truppe sovietiche e l'Unione Sovietica aveva reclamato la chiusura dei vari consolati e ambasciate presenti nel paese. Allora i profughi ebrei si precipitarono a chiedere i visti di passaggio, con destinazione nominale (per esempio Antille Olandesi), al consolato giapponese, che proseguiva coi suoi doveri.
Chiune descrive così gli eventi del 18 luglio 1940.
Come scritto nel precedente resoconto, l'arrivo in massa dei profughi non era assolutamente previsto, dato che lo scopo dell'istituzione del consolato di Kaunas era raccogliere informazioni sull'Europa Occidentale e dettagli sulla guerra tra Germania e Unione Sovietica.
Sugihara aveva utilizzato i servizi segreti del governo in esilio della Polonia per raccogliere informazioni e aveva in programma di distribuire i visti a 4 ufficiali dell’esercito polacco, impegnati in attività clandestine, e alcune famiglie, che avevano ricevuto aiuto da parenti all’estero, per un totale di 15 persone, ma non ottenne il permesso del Ministero degli affari esteri e dello Stato maggiore per distribuirne altri oltre a questi. La contraddizione che gira intorno alla distribuzione dei visti tra Chiune e il Ministero derivava dalla differenza di interesse tra lo stesso Ministero, che, a causa dell’imminente conclusione del patto tripartito, non attribuiva grande importanza ai dispacci proveniente da Kaunas, e Chiune, che aveva compreso l'imminente situazione dei profughi in pericolo di vita.
A quel tempo, il governo giapponese richiedeva che i visti fossero consegnati solo a coloro che avevano completato le procedure di immigrazione e avevano abbastanza contanti per le spese di viaggio e di soggiorno. Tuttavia la maggior parte dei profughi non rientrava tra i criteri. Chiune, essendo al corrente della loro situazione, richiese per tre volte l'autorizzazione per rilasciare i visti anche a questi profughi, ma il Ministero degli affari esteri giapponese rifiutò sempre la richiesta, ordinandogli di osservare scrupolosamente le loro indicazioni.
Perciò Sugihara, dopo molte sofferenze, si oppose alle direttive dello Ministero e, dato che "non poteva umanamente rifiutare", decise da solo di distribuire i visti di passaggio anche a coloro che non avevano i requisiti necessari.
Poiché in Giappone le autorità cittadine di Kōbe e altre città erano in difficoltà, il Ministero degli affari esteri richiese di non distribuire più i visti. Tuttavia, Sugihara spiegò così, in questi resoconti, ai quali sono state allegate delle foto di profughi, le ragioni della distribuzione: «Non mi aspettavo di poter evitare il sollevamento dall'incarico, sotto l'ordine del Ministero degli Affari Esteri, ma ho continuato a scrivere i visti fino alla mia partenza da Kaunas, il 31 agosto 1940, a causa delle mie emozioni umane e amore per l'umanità».
L'accusa del Ministero verso la distribuzione dei visti per le decisioni di Sugihara viene di seguito riportata.
(Dispaccio di critica del Ministero degli affari esteri giapponese, 16 agosto 1940)
Anzi, nel periodo imminente alla conclusione del patto tripartito, il Ministero mostrò la propria indignazione riguardo all'arrivo in Giappone di un gran numero di profughi che non avevano i requisiti e, l'anno successivo, Chiune fu duramente rimproverato per i visti distribuiti.
Per salvare i profughi che si trovavano in difficoltà, Chiune ingannò il Ministero degli affari esteri. Se avesse mandato un telegramma di risposta, nel quale contestava con determinazione il rimprovero del Ministero, poteva esserci il pericolo che i suoi visti venissero invalidati, dato che ignoravano le indicazioni. Per questo richiese informazioni sull'approvazione della distribuzione del visto per "Leon, Polak, 54 anni, industriale ebreo originario della Polonia, rifugiato in questo paese".
In altre parole, poiché il permesso di ingresso negli Stati Uniti era credibile e l'uomo era in possesso di abbastanza denaro, di conseguenza, venne accettato anche "industriale ebreo", facilmente approvabile dal Ministero.
Un ufficiale dell'intelligence del governo in esilio polacco, conosciuto come Pesh, era preoccupato per Chiune, il quale otteneva anche informazioni sull'Unione Sovietica, e quindi gli propose di creare un timbro di gomma e scrivere a mano solo una parte dei visti. Allora ne fu preparato uno di forma semplificata, partendo da quello riservato al consolato olandese.
Chiune continuò a scrivere i visti, sottraendo persino ore al sonno per oltre un mese, nonostante avesse ripetutamente ricevuto dal governo sovietico e dal proprio paese l'ordine di evacuare. Quando divenne impossibile ignorare l'ordine per il trasferimento del personale a Berlino, bruciò tutti i documenti importanti che si trovavano al consolato e si trasferì in un hotel. Pertanto Sugihara mise in valigia il timbro del consolato e rilasciò i documenti anche durante il suo pernottamento.
In seguito, anche se c'erano altre persone sul treno in viaggio per Berlino, continuò a scrivere i visti, che poi consegnava dal finestrino. Il numero di visti rilasciati in quel periodo ammonta a 2.139, anche se vengono considerati solo quelli registrati col numero. Quando il treno iniziò a prendere velocità e lui non riuscì più a scrivere, disse con un inchino: «Perdonatemi, non posso più scrivere. Auguro a tutti buona fortuna». Ricevette come risposta: «Sugihara. Non ti dimenticheremo mai. Incontriamoci ancora una volta».
Inoltre, in qualità di diplomatici che avevano rilasciato i "visti della vita", ignorando gli ordini dei propri paesi come aveva fatto Chiune, rientrano Ho Feng-Shan, console cinese in Austria, e Aristides de Sousa Mendes, console del Portogallo a Bordeaux. Questi due consoli, insieme a Chiune, vennero riconosciuti come Giusti tra le nazioni.

### La situazione dei profughi dopo la chiusura del consolato

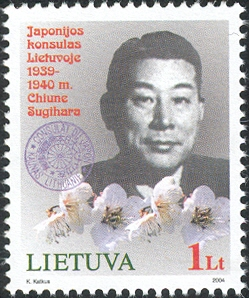
Francobollo lituano rappresentante Sugihara

Con l'avvicinarsi del giorno della chiusura del consolato giapponese, Chiune sospese le registrazioni e si dimenticò di riscuotere le spese necessarie, al fine di rendere efficace la sua opera. In realtà, vennero distribuiti anche visti e documenti di viaggio, tranne i visti che rimanevano negli archivi, ma non si può conoscere il numero esatto. Ancora, poiché era sufficiente un solo visto per nucleo familiare, si pensa che abbia aiutato nella fuga migliaia di profughi, famiglie incluse.
Ai primi del 1941, quando divenne imminente la guerra tra Unione Sovietica e Germania, il destino degli ebrei dell'Europa Orientale, divisi tra i due stati sopracitati, divenne ancora più crudele e non rimase altro che scappare da una parte all'altra, poiché attaccati sia da Hitler sia da Stalin. I profughi, i quali chiedevano i visti di passaggio per il Giappone, si precipitarono anche all'Ambasciata giapponese a Mosca e l'ambasciatore Yoshitsugu Tatekawa descrisse la situazione in questo modo, in un dispaccio del 2 aprile 1941: «I profughi non hanno più una casa, né un luogo in cui tornare. Pregano di essere salvati, piangono tutto il giorno e non hanno intenzione di allontanarsi dall'Ambasciata».
Prima dell'inizio della guerra, non era detto che tutti i profughi, che erano riusciti ad ottenere i visti di passaggio, arrivassero con la ferrovia Transiberiana fino in Estremo Oriente. Il Centro Simon Wiesenthal aveva stimato la distribuzione dei visti a circa 6.000 ebrei; approssimativamente 40.000 discendenti sono tuttora in vita grazie alle sue azioni. Yukiko stimò che il marito aveva salvato circa 10.000 ebrei. Hillel Levine, professore dell'Università di Boston, afferma che dei 10.000 ebrei aiutati, non tutti riuscirono a salvarsi.

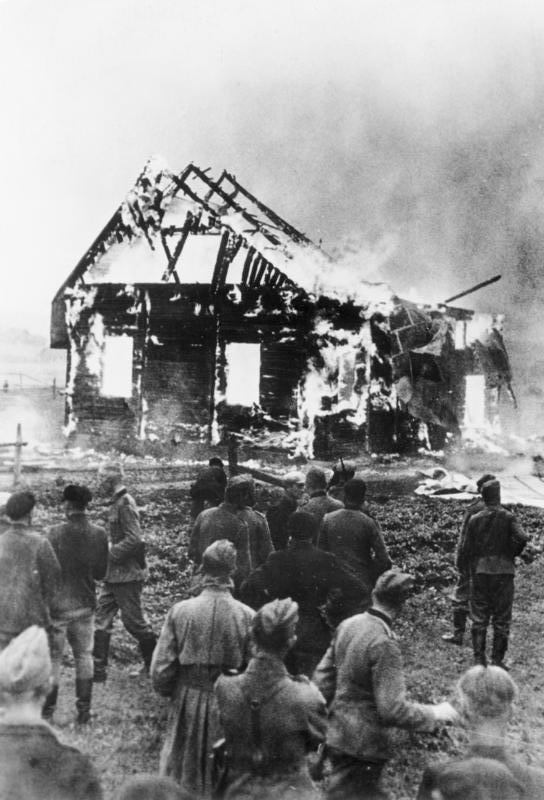
Popolazione locale e truppe tedesche assistono al rogo di una sinagoga in Lituania (foto del 1941)

Infatti, coloro che non riuscirono a fuggire in tempo morirono per mano delle unità di sterminio mobili, chiamate Einsatzgruppen, dopo essere stati deportati in campi di concentramento. Con l'inizio della guerra, l'Einsatzgruppen A, il cui capo era il Brigadeführer Franz Walter Stahlecker, si spostò seguendo il Gruppo d'armate Nord. In seguito, dato che andarono prima a Kaunas, punto di sosta per Riga, Tallinn, Pskov e San Pietroburgo, la comunità semita della città subì danni considerevoli.
Entro la fine di agosto 1941, venne completato il trasferimento degli ebrei nel ghetto di Kaunas, con il pretesto della protezione, e circa 30.000 ebrei vennero stipati in edifici affollati dove potevano vivere in 15.000. Prima dell'inizio della campagna di Russia, la popolazione ebrea a Kaunas ammontava a circa 40.000 persone, ma, poco dopo l'inizio delle ostilità, circa 10.000 ebrei furono uccisi in due mesi. L'arrivo nella città di Chiune, tra il 1939 e il 1940, non mostrò subito l'efficacia per la salvezza dei profughi.
«Sia che fossero ebrei o meno, papà li avrebbe salvati. Penso che, se avessero chiesto a papà, lui avrebbe risposto sicuramente così: ebrei o cristiani, non ci sono differenze»: questo intervento sul Kaunasu jiken (カウナス事件? lett. "Caso di Kaunas"), raccontato dal quarto figlio Nobuki, coincide precisamente con la situazione di soccorso per gli ebrei di Kaunas. Nel Kaunasu jiken, non c'era un "problema di razza" ma di "profughi".
Tra i cosiddetti visti di Sugihara, l'esempio "persone che hanno utilità particolari, come capitalisti e ingegneri", preso dal Yudayajin taisaku yōkō (猶太人対策要綱? lett. "Trattato sui provvedimenti per gli ebrei"), una politica di protezione degli stessi decisa dal primo governo Konoe del 6 dicembre 1938, è il contenuto del caso "gruppo di circa 15 industriali ebrei originari di Varsavia, oltre ‘Bergmann’". Inoltre, gli aiuti per i profughi di Kaunas non avevano alcuna relazione con il Fugu keikaku (河豚計画? lett. "Piano Fugu"), progetto che prevedeva di creare in Manciuria una zona di residenza per gli ebrei.
Chiune rimase sconcertato dalle direttive ricevute il 4 febbraio 1941, nelle quali era riportato di rispondere al più presto col numero degli ebrei ai quali aveva dato il visto, oltre a nomi, destinazioni e periodo. “Dato che la lista era incompleta per il mancato inserimento a metà dei numeri, Sugihara dovette rifarla interamente basandosi sulle note”, alla fine ci vollero più di 3 settimane per completare e rispedire tutto. Tuttavia, il numero dei visti di passaggio dati ai lituani e ai polacchi, stimati a 2.132, e di quelli agli ebrei, stimati a 1.500, è abbastanza esatto e per Chiune non era un problema se i profughi in difficoltà fossero ebrei o no. Matsuoka, per la firma del Patto nippo-sovietico di non aggressione, andò in Unione Sovietica e in seguito in Germania e Italia. Dal momento che la sua partenza era prevista per il 12 marzo, Katsumasa Watanabe suppone che “la lista di Sugihara” fu spedita non al Ministero di Tokyo, ma all'Ambasciata di Berlino e da qui consegnata a mano a Matsuoka.

### La collaborazione con l'intelligence polacca
Quando Tadakazu Kasai, primo segretario dell'Ambasciata del Manciukuò a Berlino, era vicedirettore nel 1940, c'era Jerzy Kuncewicz, ufficiale dell'intelligence polacco, il solo a cui è stato dato un passaporto per il Manciukuò in cambio di informazioni, e che consultò un colonnello dell'esercito interno della Finlandia. Kuncewicz, durante la collaborazione con Sugihara a Kaunas, si presentò come KUBA ed era il capitano della seconda divisione dello Stato maggiore polacco. A luglio del 1941, Kasai approfittò della seconda divisione. Kuncewicz stava per assistere a una riunione segreta del movimento di resistenza clandestina della Polonia.
Avendo già dei dubbi su Sugihara, che, insieme ad altri, esplorava le frontiere, l'organizzazione di controspionaggio tedesca segretamente aveva continuato ad investigare su di lui, ma nel 1941, alla fine, strinse rapporti di alleanza con la missione diplomatica del Giappone e del Manciukuò e l'intelligence polacca.
Tra il 6 e il 7 luglio, il capitano Kuncewicz e Salomea Lapinska, che lavorava come cameriera alla delegazione manciuriana, furono arrestati a Tiergarten, nel centro di Berlino. In seguito alle torture, i tedeschi vennero a conoscenza del percorso che il corriere usava per inviare le informazioni dalla Svezia neutrale al governo in esilio polacco, che si trovava a Londra, per mezzo di una valigia diplomatica della grande legislazione del Giappone.
Il capitolo 12 delle memorie di Walter Schellenberg, responsabile dell'organizzazione di controspionaggio tedesco, era incentrato sulla cospirazione del Giappone e della Polonia.
In seguito Schellenberg, che aveva assistito all'espansione su scale europea della rete di intelligence contro la Germania, rivelata in occasione dell'arresto di "un certo K" (iniziale per Kuncewicz), svelò la sua irritazione sul fatto che il Giappone, che era considerato una nazione amica contro l'Unione Sovietica, era in realtà profondamente coinvolto. Ancora, i servizi segreti tedeschi ricevettero dal Ministero della difesa nazionale italiana un avviso sul coinvolgimento di Kawahara Shun'ichirō, ambasciatore giapponese a Roma, e del reverendo Włodzimierz Ledóchowski, primo segretario e presidente della Compagnia di Gesù, in qualità di sostenitori della collaborazione tra i giapponesi e i servizi segreti polacchi.
Quando la Polonia venne occupata nel 1939, lo Stato maggiore fu costretto a cercare rifugio a Londra. Allora, il colonnello Gano, del governo in esilio della Polonia, propose all'Ufficio governativo militare dell'Ambasciata giapponese di Varsavia di prendere il controllo dell'organizzazione di intelligence polacca contro la Germania e l'Unione Sovietica. Il Giappone, tuttavia, rifiutò la proposta, a causa dell'alleanza con la Germania. Nonostante questo, alcuni ufficiali giapponesi e polacchi, che si trovavano in Europa, continuarono a lavorare insieme sotto copertura. In aggiunta, i polacchi rimasti ricevettero passaporti o giapponesi o manciuriani e trovarono lavoro nelle Ambasciate e Consolati.
I contatti di Sugihara erano già iniziati durante il periodo in Finlandia, attraverso un giornalista risiedente a Helsinki. Iniziò con l'avvicinamento a Tadeusz Kognowicki, membro del quartier generale clandestino a Kaunas dell'Unione per il Conflitto Armato (ZWZ, in seguito AK) polacco. Nel messaggio di Chiune per il Ministero, l'ottenimento delle informazioni riguardanti Smolensk e Minsk, mai visitate da lui, fu il risultato della collaborazione con la rete spionistica polacca.
Sugihara, con il dispaccio partito il 9 maggio 1941, nel quale era scritto che le relazioni tra Unione Sovietica e Germania dovevano essere decise a giugno, predisse correttamente il periodo della campagna di Russia, scoppiata il 22 giugno. Inoltre, dicendo che stavano arrivando grandi quantità di cereali da Minsk, informò che l'Unione Sovietica si stava preparando a una lunga guerra. Chiune, che aveva parlato del progresso economico sovietico nel voluminoso Sobieto renpō kokumin keizai taikan, aveva saputo anche che la federazione, raggiunto l’obiettivo economico della prima fase grazie alla NEP, stava concentrando le proprie riserve di denaro nelle mani della classe militare. Per di più, inviò in Giappone, rimasto abbagliato dalla forza della Germania, un telegramma col quale avvertiva che la campagna di Russia era imminente e che l'Unione Sovietica stava abbandonando la linea del fronte meno velocemente di quello che pensavano.
Il 18 aprile 1941, Ōshima, partendo dalle notizie di Chiune, comunicò a Tokyo le informazioni sull’inizio delle ostilità tra Unione Sovietica e Germania e la propria opinione, ma il governo giapponese, completamente preso dalle trattative nippo-americane, mancò di lungimiranza. Kenji Tomita, il quale era diventato membro della Camera dei rappresentanti dopo il conflitto, racconta la paralisi delle funzioni dell’intelligence giapponese in tempo di guerra e i difetti del governo.
Nonostante fosse stato collocato dell'ottimo personale dell’intelligence nelle varie postazioni, le informazioni acquisite a rischio della vita non vennero nemmeno sfruttate, dato che non erano riusciti a preparare degli analisti pertinenti a Tokyo.
Inoltre, poiché il ritardo tecnologico riguardo alla trasmissione delle informazioni era grave, il dispaccio di Ōshima finì per essere decifrato dall'intelligence inglese il 10 maggio, dopo nemmeno un mese.

### Verso la crisi della Gestapo
Nel mondo diplomatico, è considerato buon senso pensare che gli impiegati locali siano spie delle grandi delegazione e Wolfgang Gudze, lituano d’origine tedesca, lo era davvero. Tuttavia Gudze, che era un patriota della Germania ma non un'antisemita, aiutò Sugihara e, nel momento della separazione dal seminarista Moshe Zupnik, lasciò le seguenti parole: «Il mondo è una "ruota". Adesso Hitler è in cima, ma un giorno la ruota girerà e lui scenderà. Non perdere la speranza».
Dopo che il consolato di Kaunas fu chiuso, Chiune andò a Praga e, successivamente, a Königsberg, per il consiglio dell'ambasciatore in Lettonia Shōjirō Ōtaka al Ministro degli affari esteri Matsuoka. Il consiglio di Ōtaka era far trasferire a Königsberg Chiune e farlo applicare in attività di spionaggio contro l'Unione Sovietica.
Il 7 agosto 1941, Reinhard Heydrich dell'Ufficio centrale per la sicurezza del Reich consegnò il proprio resoconto sulle spie giapponesi al Ministro degli esteri Ribbentrop: ritenendo che Chiune mostrasse un considerevole interesse per le informazioni militari tedesche, il suo nome era finito in cima alla lista e era stato criticato come "persona amichevole con la Polonia e il Regno Unito".
Sugihara, sotto sorveglianza sovietica dalle trattative per l'acquisto della Ferrovia della Manciuria settentrionale, era anche uno dei maggiori bersagli dell'intelligence tedesca.
Gli ufficiali dell'intelligence del governo in esilio polacco ricevettero il sostegno della grande delegazione giapponese in Europa e del Vaticano, grazie alla guida della delegazione giapponese di Kaunas, e inviarono le informazioni al suddetto governo, che si trovava a Londra, passando per la Svezia. L'Ufficio centrale per la sicurezza del Reich venne a conoscenza della rete spionistica distribuita su tutta l'Europa: questo fatto richiese l'immediata evacuazione di Chiune da Königsberg.
A contestare Chiune fu Erich Koch, direttore della divisione amministrativa tedesca della Prussia orientale. In seguito ladro di opere d'arte, Koch divenne famoso come sterminatore di ebrei in Ucraina. Dall'inizio, aveva provato una forte avversione verso Chiune, dato che aveva aiutato molti ebrei a scappare, e gli concesse un'udienza dopo un mese dal suo insediamento a Königsberg. Dopo poco tempo, l'Ambasciata di Berlino comunicò a Koch l'intenzione di allontanare Chiune e fu deciso di mandarlo a Bucarest, Romania, il suo ultimo luogo di lavoro.
La prima occasione di distribuzione dei cosiddetti visti di Sugihara si presentò quando Chiune fece fuggire, verso zone sicure, gli ufficiali dell'intelligence polacca. Questo era un piano per i primi 600 visti di passaggio, che comprendeva anche le famiglie dei militari, e era un fatto ben noto sia al Ministero degli affari esteri giapponese sia allo Stato maggiore. Tuttavia, è accaduto un fatto imprevisto: l'affluenza dalla Polonia di un gran numero di profughi, inseguiti dai nazisti, e il loro l'arrivo al Consolato giapponese di Kaunas.
Secondo Michał Rybikowski, uno dei contatti di Makoto Onodera, colonnello dell'Ufficio governativo militare di Stoccolma, quando fu ordinata la distribuzione dei visti per gli ufficiali dell'intelligence polacca, Sugihara aveva ricevuto dal tenente colonnello Hiroshi Onouchi, dell'Ufficio militare di Riga, due tipi di direttive. Infatti, Chiune avrebbe potuto anche porre fine all'emissione dei visti, se si trattava solo di una garanzia verso i servizi di spionaggio polacchi.
La collaborazione con lo Stato maggiore della Polonia non era ovviamente un'iniziativa di Chiune, ma l'interesse comune dei due paesi, che avevano come nemico comune la rivoluzione russa e il Comintern, fu il punto di partenza. La prima vera collaborazione avvenne durante l'intervento in Siberia: il Giappone diede alla Polonia una tabella cifrata e, come dono di cambio, nel 1919 un capitano polacco, esperto di codici cifrati, revisionò il sistema di codici cifrati giapponesi.
Tuttavia, durante la seconda guerra mondiale, spesso le informazioni, quando erano trasmesse a Tokyo, venivano interpretate dalla rete di controspionaggio degli Alleati.

### I profughi ebrei arrivati in Giappone
Gli ebrei che riuscirono a fuggire dalla Lituania usarono la Ferrovia Transiberiana per arrivare a Vladivostok. Il Ministero degli affari esteri, sconcertato dal fatto che i profughi che non rientravano tra i criteri erano riusciti a procedere verso l'Estremo Oriente, diede il seguente comando al consolato generale di Vladivostok.
Tuttavia, Saburō Nei, viceconsole generale di Vladivostok, provò compassione per la situazione dei profughi e protestò che non c'era motivo per annullare i visti, una volta rilasciati dal console Sugihara. Gli scambi col ministero ammontano a 5 e Saburō Nei, ricordato dai profughi come "Mister Nei", diede ai profughi i permessi di imbarco per il Giappone, originariamente consegnati solo ai pescatori. Grazie a Nei, questi sbarcarono al porto di Tsuruga. Qui, i dipendenti della Nihon Kōtsū Kōsha, avendo ricevuto le richieste da parte delle associazioni ebree di tutta America, organizzarono il trasporto via autobus fino alla stazione di Tsuruga o via treno fino a Kōbe e Yokohama, oltre a consegnare i contanti inviati dalle associazioni di soccorso per i profughi.
Tra i profughi, circa 1.000 persone erano dirette negli Stati Uniti d'America e in Palestina, mentre gli altri restarono in Giappone, fino a quando furono rimandati nella concessione di Shanghai, dove esisteva, da prima della guerra, una grande comunità semitica.
Yōsuke Matsuoka, in qualità di Ministro degli affari esteri, aveva dato ripetutamente istruzioni a Chiune per soddisfare i requisiti di distribuzione dei visti e, allo stesso tempo, era anche una figura centrale nell'alleanza con la Germania. Tuttavia, non aveva pregiudizi razziali contro gli ebrei. Quando Setsuzō Kotsuji, studioso ebreo che stava aiutando i profughi, denunciò la loro difficile situazione, Matsuoka lo informò di certi espedienti. In altre parole, pensava che i rifugiati fossero di competenza del Ministero degli affari esteri giapponese fino al loro ingresso nel paese, ma, una volta entrati, la giurisdizione passava alla sezione degli affari esteri della polizia del Ministero interno e le proroghe per il soggiorno erano sotto l'autorità dell'amministratore di ogni distretto. Perciò, Kotsuji si accattivò i funzionari pubblici dei distretti delle giurisdizioni e sul timbro di gomma usato per lo sbarco del 9 ottobre 1940 fu scritto "Prefettura di Fukui, permesso di passaggio valido per 14 giorni a partire dal 9 ottobre, anno Shōwa 15 (1940)". Però, quando Warhaftig arrivò al porto, portando i visti Sugihara, questi vennero cambiati in "Prefettura di Fukui, permesso speciale di ingresso al paese, dal 18 ottobre anno Shōwa 15 al 17 novembre anno Shōwa 15".
I profughi ebrei arrivati in Giappone avevano, per la maggior parte, basette lunghe e completamente nere: per questo, lasciarono una forte impressione sui giapponesi e questa situazione venne rappresentata nella serie fotografica Ryūbō Yudaya (流氓ユダヤ? lett. "Rifugiati ebrei") di Nakaji Yasui. Durante le riprese, Yasui era accompagnato da un giovane Osamu Tezuka. Questa esperienza diede vita al manga Adorufu ni tsugu (アドルフに告ぐ? La storia dei tre Adolf). Anche l'autobiografia del graphic designer Kappa Senoo, Shōnen Ecchi (少年Ｈ? lett. "Un ragazzo di nome H"), fa riferimento ai profughi di quel tempo. Nell'opera Hotaru no haka (火垂るの墓? Una tomba per le lucciole), opera vincitrice del Premio Naoki per Akiyuki Nosaka, si può notare la descrizione: «Anche se tutti sono giovani, portano la barba, quando sono le 4 del pomeriggio vanno ai bagni pubblici e, anche se è estate, indossano un cappotto pesante».

### La campagna di Russia e la caduta del Terzo Reich
Nel 1941, con l'inizio della campagna di Russia, la Lituania, da cui erano fuggiti i profughi, fu attaccata dalla Germania, facendo ritirare le truppe sovietiche. Rimase sotto l'occupazione tedesca fino all'estate del 1944, quando venne riconquistata dall'Unione Sovietica. A quel tempo, tra i 208.000 ebrei della Lituania, il numero dei morti oscillava tra 195.000 e 196.000 e anche la società ebrea di Kaunas fu sterminata. La maggior parte dei profughi ebrei, che si trovavano in territorio sovietico, furono mandati in Siberia, dove morirono.
Con lo scoppio della guerra del Pacifico nel dicembre 1941, diventò impossibile viaggiare dal Giappone verso gli Stati Uniti e gli ebrei, ai quali era scaduto il permesso di soggiorno, furono costretti a spostarsi a Shanghai, dove i visti non erano necessari. Per le proteste della Germania, nella concessione fu costruito un ghetto, a imitazione di quelli tedeschi, e fu deciso che gli ebrei della città alloggiassero lì. Oltre alla devastazione della città, molte persone morirono o rimasero ferite a causa delle incursioni degli aerei americani.
Chiune, dopo essere andato a Berlino nel 1940, lavorò nel consolato generale giapponese di Praga, che era diventata un protettorato della Germania. Nel 1941, andò al consolato generale di Königsberg e ottenne la collaborazione delle organizzazioni spionistiche della Polonia. In questo modo, entrò in possesso di informazioni sull'inizio delle ostilità tra Unione Sovietica e Germania e, con un dispaccio partito il 9 maggio, informò il suo paese.
In seguito, secondo le informazioni di Chiune, la campagna di Russia iniziò il 22 giugno.
Dal novembre dello stesso anno al 1946, si spostò in vari paesi europei, come la Romania, svolgendo diversi lavori.
Durante il periodo nella delegazione di Bucarest, ci furono frequenti e brutali pogrom, a causa delle istigazioni della Guardia di Ferro, contro le comunità semite. Poiché Bucarest poteva rappresentare un pericolo per la famiglia Sugihara, evacuarono a Poiana Brașov.
Nel 1946, dopo la fine della seconda guerra mondiale, fu annunciato che la famiglia Sugihara, arrestata dalle truppe sovietiche a Bucarest e tenuta prigioniera per 18 mesi, sarebbe partita subito per tornare in patria. Passarono per Odessa, Mosca, Nachodka e Vladivostok e ad aprile 1947 arrivarono alla baia di Hakata.

### Verso l'elogio pubblico
Dopo il ritorno in Giappone, la famiglia andò a vivere nella città di Fujisawa, prefettura di Kanagawa.
Il 7 giugno 1947, Chiune ricevette dal sottosegretario politico Katsuo Okazaki un avviso scritto per le dimissioni. Poco dopo, furono colpiti da un grave lutto familiare: Haruki, il terzo figlio, morì a causa della leucemia.
Per sostenere la famiglia, Chiune fece diversi lavori. Grazie alla sua conoscenza del russo, andò a lavorare nell'Unione Sovietica, dove rimase per 16 anni, mentre la famiglia restò in Giappone.
Nell'estate del 1968, Joshua Nishri, diplomatico dell'Ambasciata israeliana a Tokyo e uno dei beneficiari dei visti di Sugihara, riuscì finalmente a contattarlo. Dal momento che Sugihara si faceva chiamare Sempo durante il suo periodo a Kaunas, inizialmente Nishri non era riuscito a trovarlo. Tuttavia, Chiune, essendo preoccupato per i profughi, era andato all'Ambasciata israeliana e aveva dato loro il proprio indirizzo: così Nishri riuscì a trovarlo.
Nel 1969, dopo 29 anni, incontrò a Gerusalemme Zerach Warhaftig, Ministro della Religione di Israele. In quel periodo, lo scambio di dispacci con il Ministero degli affari esteri era diventato pubblico e Warhaftig, il quale era a conoscenza della distribuzione dei visti, rimase sorpreso per il licenziamento di Chiune. Warhaftig disse:
(Intervista presso Gerusalemme, 25 maggio 1998)
Nel 1975, Chiune tornò in Giappone e nel 1977 si trasferì a Kamakura.
Gerhard Dambmann, giornalista tedesco che abitò a Tokyo dal 1974 al 1981, fu il primo a protestare per la posizione del Ministero degli affari esteri nei confronti di Chiune. Dambmann, nel 1981, scrisse: «Nel dopoguerra, perché il Ministero degli affari esteri giapponese cacciò Sugihara, non riconoscendo i suoi meriti? Perché la sua storia non è diventata un esempio nei libri di testo (Anche se questo tipo di esempi non compare mai)? Perché gli autori drammatici non trasformano la sua storia in un lavoro teatrale? Perché i giornali e la televisione non parlano della sua vita? Non riesco a capirlo».
Il 18 gennaio 1985, Chiune fu l'unico giapponese a ricevere l'onorificenza di Giusto tra le nazioni per le sue opere di salvataggio. Il nome di Chiune venne riconosciuto gradualmente in tutto il mondo ma, con le lodi, iniziò a ricevere anche calunnie ed essere etichettato come "traditore della patria".
A novembre dello stesso anno, a Gerusalemme fu inaugurata una cerimonia commemorativa in suo onore, ma la cardiopatia e la vecchiaia non gli permisero di recarsi all'estero, così al suo posto presenziò Nobuki.
Morì il 31 luglio 1986, all'età di 86 anni.

### Dramma infinito

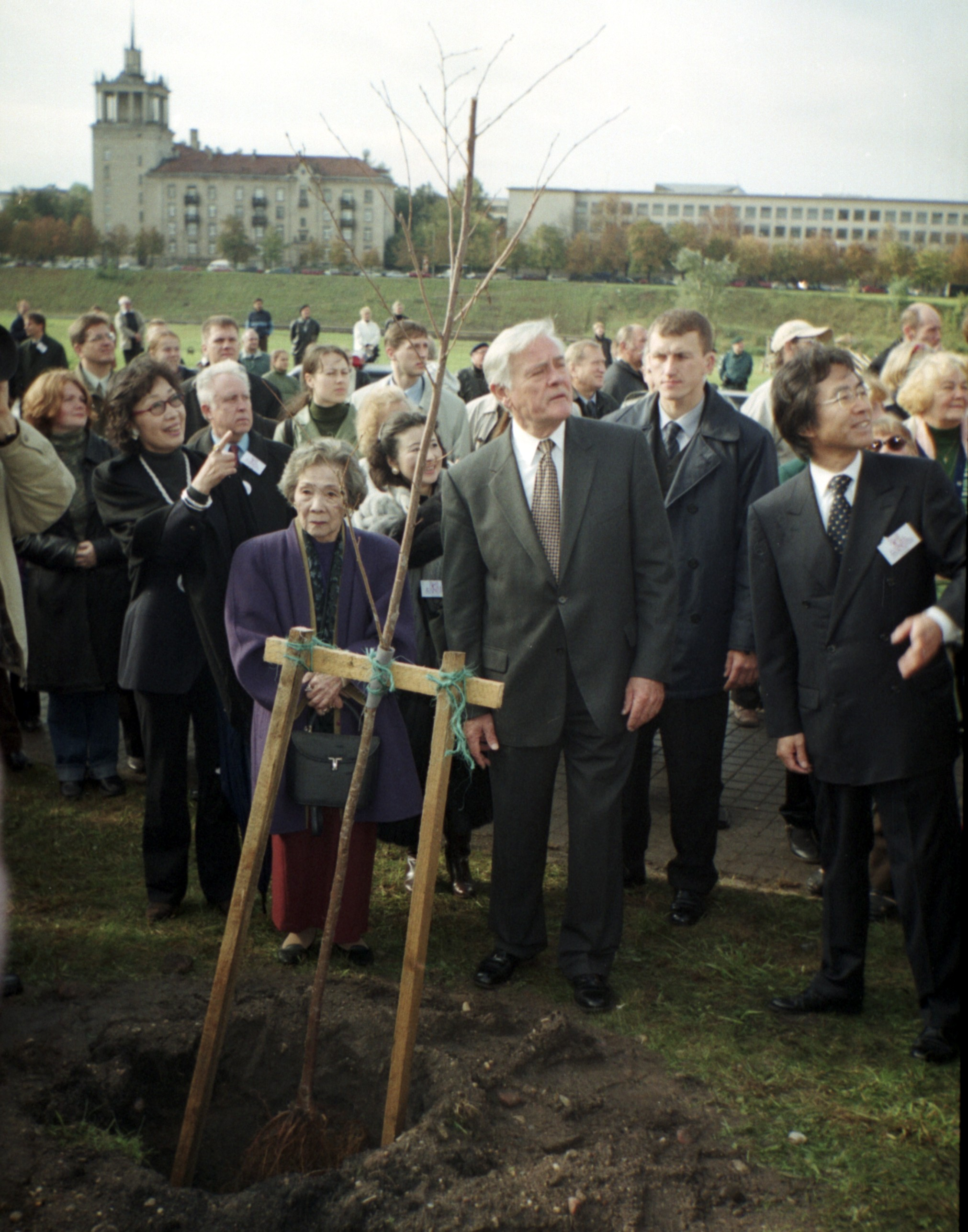
Yukiko Sugihara con l'ex presidente Valdas Adamkus, durante una cerimonia di commemorazione a Vilnius, Lituania 2001

Al funerale parteciparono oltre 300 persone, tra cui i suoi vecchi studenti dell'istituto di Harbin. Presenziò anche una delegazione ebrea, incluso il Ministro israeliano in Giappone Jacob Cohen, e, grazie alla loro partecipazione, i suoi vicini di casa scoprirono ciò che aveva fatto durante la seconda guerra mondiale. Infatti, nonostante fosse conosciuto in Israele e in altre nazioni, era rimasto praticamente sconosciuto in patria.
Durante la veglia funebre, arrivò un uomo che aveva saputo della notizia da un giornale. Quest'uomo, che sembrava facesse lavori manuali, aveva ripiegato in un foglio delle banconote da 100 yen e lo consegnò come offerta a Yukiko. Nonostante gli fosse stato chiesto il nome, lui non rispose e se ne andò.
Chiune venne seppellito al cimitero di Kamakura.
Zell, il quale si era salvato grazie ai visti rilasciati da Chiune e era andato negli Stati Uniti, venendo a conoscenza delle circostanze delle sue dimissioni, si indignò e, pur essendo malato, spedì una lunga lettera a Yukiko, nella quale esponeva l'intenzione di venire in Giappone e protestare contro il Ministero degli affari esteri.
La riabilitazione ufficiale del nome di Chiune da parte del governo giapponese avvenne il 10 ottobre 2000, quando il Ministro degli esteri Yōhei Kōno si scusò con la famiglia Sugihara.
L'11 marzo 2011, ci fu il terremoto del Tōhoku e, non appena furono annunciati i danni, le società ebraiche nazionali e internazionali si appellarono al ricordo dei meriti di Sugihara, che aveva fatto tutto il possibile per salvare i profughi ebrei durante la seconda guerra mondiale. Il 21 marzo, il giornale The Jerusalem Post richiamò l'attenzione sul fatto che, durante la seconda guerra mondiale, Chiune, non eseguendo gli ordini, aveva salvato 6.000 ebrei. Inoltre, informò che le comunità ebraiche in Giappone avevano collaborato e iniziato il salvataggio delle persone; in aggiunta, gli ebrei della capitale avevano aperto dei conti in banca per fare una colletta. Anche l'unione ortodossa degli ebrei americani preparò una colletta per le persone colpite dal terremoto, dichiarando che era ora di ricambiare il favore dei coniugi Sugihara.
Il 23 giugno, al Skirball Cultural Center di Los Angeles, dopo che l'attore Ken Watanabe aveva letto il messaggio "Solidarietà per il Giappone", fu mostrato il film Sugihara: Conspiracy of Kindness. L'incasso fu donato al Nihon no tame no danketsu (日本のための団結? lett. "Fondo per il soccorso del Giappone terremotato").
Come proposto dal deputato Tairō Harayama, il monumento per elogiare pubblicamente Chiune Sugihara fu costruito all'interno dell'università di Waseda e fu scritto: «Prese una giusta e naturale decisione, non come diplomatico, ma come persona».
Il 24 dicembre vennero donati dai lituani residenti negli Stati Uniti regali, quaderni e pastelli ai bambini rifugiati nella città di Hadano a causa del terremoto del Tōhoku.
Il 20 febbraio 2012, il Primo Ministro della Lituania Andrius Kubilius, il quale si era recato in Giappone, disse al Primo ministro Yoshihiko Noda: «Il Giappone è geograficamente lontano, ma mi sento vicino. Il fatto che il defunto Sugihara abbia salvato degli ebrei esercita una forte influenza sulla comprensione del Giappone da parte della Lituania».
Il 22 marzo, nella città di Boca Raton in Florida, si tenne una cerimonia in commemorazione del contributo di Chiune e presenziarono circa 100 persone, compreso il console generale di New York.
Il 26 aprile, al Canada Aviation and Space Museum fu rappresentato il film Inochi no visa (命のビザ? lett. "Visti della vita"), organizzato congiuntamente dal B'nai B'rith canadese e le legazioni giapponese e lituana in Canada.
Il 10 maggio 2013 il giornalista Fumi Takahashi, residente in Canada, donò al sindaco Shingo Akatsuka di Yaotsu il documentario Sugihara Chiune no messeji (スギハラ・チウネのメッセージ? lett. "Messaggio per Sugihara Chiune") nel quale aveva raccolto le testimonianze di 7 famiglie ebree che arrivarono in Canada attraversando il Giappone.
Il 9 settembre, vennero organizzati a Kaunas degli eventi di commemorazione per Sugihara, dopo 75 anni dal suo allontanamento dalla Lituania.

## Eredità

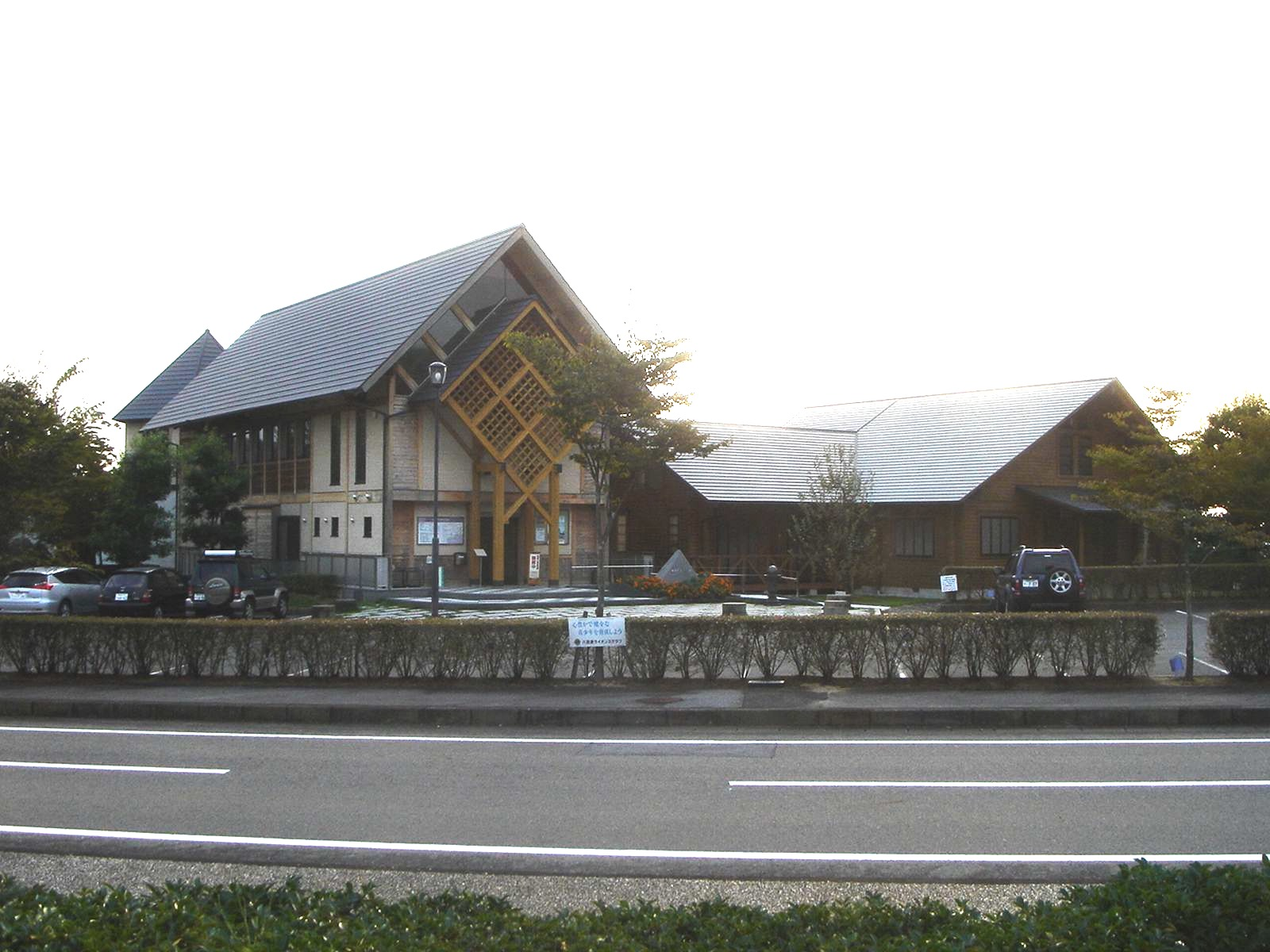
Sugihara Chiune Memorial Museum a Yaotsu, Giappone

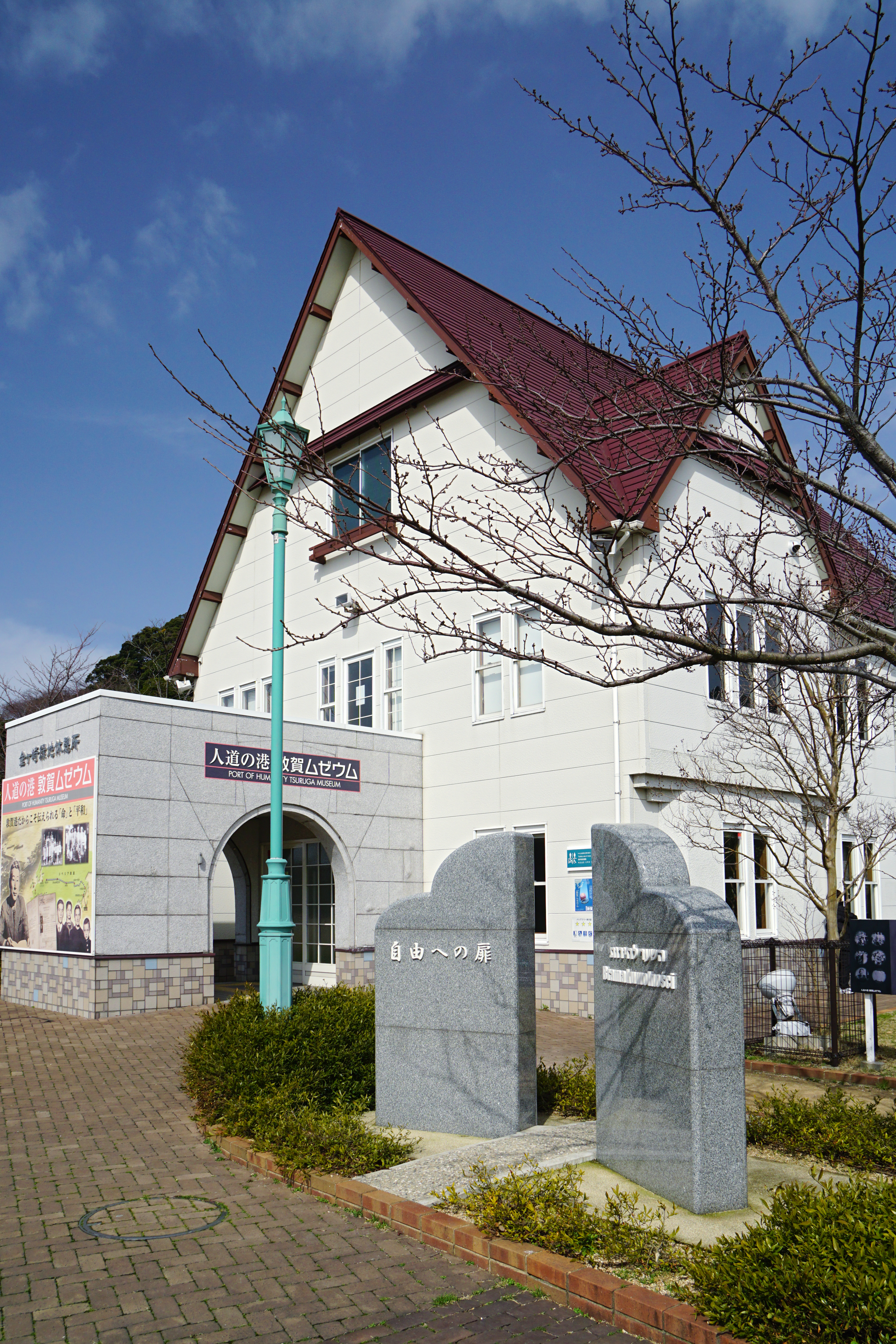
Port of Humanity Tsuruga Museum a Tsuruga, Giappone

- Via Sugihara a Vilnius, Netanya e Tel Aviv.
- Asteroide 25893 Sugihara.
- Chiune Sugihara Memorial Museum a Yaotsu[60].
- Una zona del Port of Humanity Tsuruga Museum, vicino al porto di Tsuruga[61].
- Sugihara House Museum di Kaunas[62].
- “Sugihara Memorial Garden”, costruito dalla sinagoga conservatrice Temple Emeth, in Chestnut Hill, Massachusetts[63].
- “Chiune Sugihara Memorial, Hero of the Holocaust”, monumento commemorativo costruito nella Little Tokyo di Los Angeles[64].

## Onorificenze
- Giusto tra le Nazioni (Israele), 1985

## Biografie
- Yukiko Sugihara, Visas for Life, tradotto da Hiroki Sugihara, San Francisco, Edu-Comm, 1995.
- Sugihara: Conspiracy of Kindness (2000) da PBS: condivide dettagli su Sugihara, la sua famiglia e la relazione tra gli ebrei e i giapponesi tra il 1930 e il 1940[65].
- L'11 ottobre 2005, la Yomiuri TV mandò in onda un drama di 2 ore intitolato Visas for Life, su Sugihara e basato sul libro scritto dalla moglie Yukiko[66].
- Chris Tashima e Chris Donahue produssero un film su Sugihara nel 1997, Visas and Virtue, il quale visse l'Oscar al miglior cortometraggio[67].
- Passage to Freedom: The Sugihara Story (2002), libro illustrato per bambini scritto da Dom Lee e illustrato da.
- Nel 2015 venne prodotta la fiction storica Persona Non Grata (杉原千畝 スギハラチウネ).

## Persone note aiutate da Sugihara
- Leader e studenti del Mir Yeshiva, rilocati a Otwock.
- Yaakov Banai, comandante dell'unità di combattimento del movimento Lehi e, successivamente, comandante militare israeliano.
- Joseph R. Fiszman, un noto accademico e professore emerito di scienze politiche all'Università dell'Oregon.
- Robert Lewin, mercante d'arte e filantropo polacco.
- Leo Melamed, finanziere, capo del Chicago Mercantile Exchanfe (CME) e pioniere dei futures finanziari.
- John Stoessinger, professore di diplomazia all'Università di San Diego.
- Zerach Warhaftig, un avvocato e politico israeliano (nel dettaglio, Ministro Religioso di Israele) e un firmatario della Dichiarazione d'indipendenza israeliana.
- George Zames, teorista del controllo.
- Bernard e Rochelle Zell, genitori del magnate del business Sam Zell.